# Sonny Bill Williams
Sonny William Bill Williams (Auckland, 3 de agosto de 1985) é um pugilista e ex-jogador de rugby neozelandês. No rugby, atua na posição de centro.
De origem samoana, realçada em suas tatuagens, já passou por três diferentes esportes: no país mais icônico do rugby union, começou a carreira na modalidade rival rugby league, secundária na Nova Zelândia, mas com certa popularidade em sua cidade natal de Auckland.
Um dos atletas mais populares de seu país, declarou ainda em 2013 que pretende atuar em outra modalidade de rugby, o rugby sevens, a fim de atuar nas Olimpíadas de 2016, que marcarão o retorno do esporte, desta vez na referida forma reduzida, aos Jogos. Disputou também esse torneio.

## Carreira

### Início no Rugby League

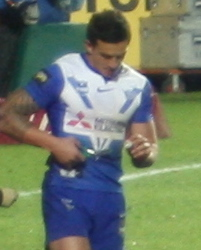
No Canterbury Bulldogs, em 2007.

O rugby league é o esporte de sua família de Sonny Bill Williams: a modalidade foi praticada por seu pai  e um primo, Henry Perenara, chegou a defender a seleção maori na Copa do Mundo de 2000. Sonny começou a carreira profissional em 2004 e neste mesmo ano terminou campeão da National Rugby League, o campeonato australiano e o mais forte do mundo neste esporte. Acabou chamado já ali para a seleção neozelandesa, tornando-se o mais jovem a receber a convocação e foi eleito a revelação mundial daquele ano na modalidade. Vivendo na Austrália desde os 15 anos, ele já havia sido o mais jovem também a ser contratado por seu clube, o Canterbury Bulldogs.
Em 2008, em pleno ano de nova Copa do Mundo, a primeira em oito anos, Williams polemicamente decidiu trocar para o rugby union. Mesmo sem ele, os Kiwis conseguiram ser campeões pela primeira vez, surpreendendo a seleção australiana, anfitriã do evento e mais forte seleção do rugby league.
| “ | Eu era jovem e teimoso e achei que eu estava certo. Se eu pudesse voltar e mudar como eu deixei a NRL, eu voltaria. Meu nome sempre estará manchado mas eu não era o homem que sou hoje | ” |

### No Rugby Union

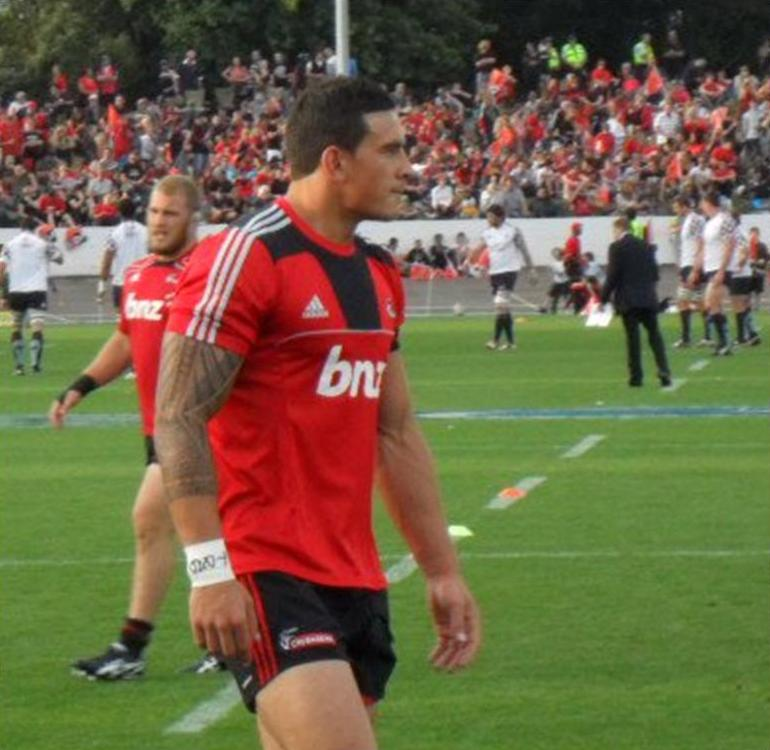
Pelo Crusaders, em 2011

Williams, que joga nas posições de forward no rugby league, passou a jogar entre os backs no código rival, usualmente na posição de centro. Em 2008, deixou o Canterbury Bulldogs, da NRL, para jogar o Top 14 pelo Toulon. Foi na França que ele tornou-se muçulmano, abandonando o álcool e aperfeiçoando-se como jogador. Inicialmente, ele não se saiu bem, mas o incentivo de colegas de clube como Jonny Wilkinson e Tana Umaga o ajudaram a manter-se convicto no rugby union ao fim da primeira temporada. À altura de 2010, já chamava a atenção da New Zealand Rugby Union, que o convenceu a voltar a seu país para jogar pela seleção de Canterbury e, no Super Rugby, pela franquia Crusaders. Ele recusou o contrato mais lucrativo da história do rugby union para voltar à Nova Zelândia e assim ter chances de defender a seleção dela no rugby union. Embora só viesse jogando competições provinciais, foi chamado ainda naquele ano, tornando-se apenas o segundo ex-Kiwi aproveitado pelos All Blacks, e o primeiro em quase 90 anos.
Convocado à Copa do Mundo de Rugby Union de 2011, realizada na Nova Zelândia, Williams, ainda que só tenha sido titular em três jogos, marcou quatro tries na campanha que rendeu o primeiro título aos anfitriões desde a inaugural edição de 1987, também realizada em casa. Os neozelandeses desde então vinham costumeiramente se portando como a mais poderosa seleção do mundo em amistosos e torneios menores como o Tri Nations, mas sempre vinham falhando na competição mais importante, o mundial. No ano seguinte, foi campeão do Super Rugby pela franquia do Chiefs, principal campeonato de clubes do hemisfério sul. Foi o primeiro título do Chiefs no torneio, e a vitória por 37-6 na decisão foi encerrada com um try de Williams. Após o título, foi jogar no rugby union japonês, o mais forte da Ásia. Deixou a disputa do inaugural The Rugby Championship  para atuar no Panasonic Wild Knights, em troca de salário de 1,7 milhões de dólares. Ainda em 2012, anunciou que ao fim do contrato com o clube, retornaria ao rugby league.

### Boxe
Seu contrato com a NZRU previa em uma cláusula sem precedentes que Williams teria disponibilidade para desenvolver uma carreira no boxe, esporte em que havia estreado profissionalmente em 2009, meses depois de sua conversão ao ao islamismo, o que lhe renderia imediatas comparações com Muhammad Ali. Na nova rotina, treinava de dia no seu time de rugby union e, à noite, exercitava-se nos ringues. Em 8 de fevereiro de 2012, meses após o título mundial com a seleção neozelandesa, consagrou-se o novo campeão do país na categoria dos pesos pesados, reforçando um cartel de cinco vitórias em cinco lutas, três por nocaute. Seu mentor no boxe é Anthony Mundine, ex-jogador de rugby league.

### Retorno ao Rugby League

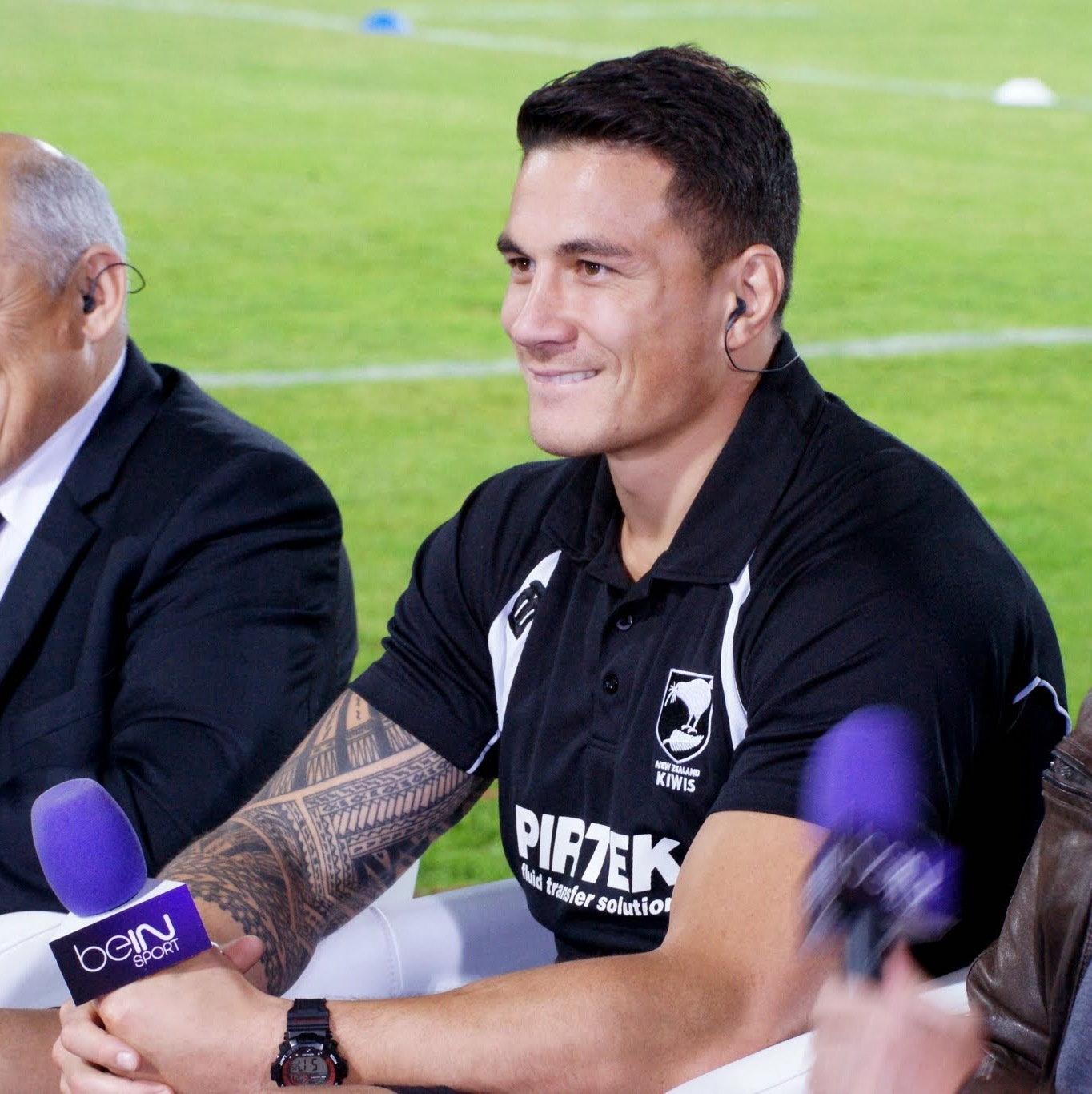
Sonny Bill Williams em bastidores da Copa do Mundo de Rugby League de 2013.

Em 2012, firmou contrato com o Sydney Roosters, importante equipe da National Rugby League. A equipe foi campeã da NRL  e Williams, sondado para jogar a Copa do Mundo de Rugby League de 2013. Inicialmente, recebeu oferta de Samoa, mas terminou chamado pela Nova Zelândia. A convocação não veio sem polêmica: o jogador, a princípio, a recusara, mas mudou de ideia e, para que fosse  incluído no grupo, outro jogador precisou ser cortado.
Na competição, Williams chegou a enfrentar a própria seleção samoana que lhe quisera, em partida que ficou marcada por um grotesco erro seu ao tentar assinalar um try. Mas, ao longo da competição, considerada pela imprensa especializada a melhor da história da competição, Sonny demonstrou ser a principal arma dos Kiwis. Chegou a marcar três tries sobre a Papua-Nova Guiné. Era o líder disparado em offloads na competição  e, às vésperas da final, foi eleito o melhor jogador do mundo em 2013. Chegou à decisão podendo se tornar o primeiro jogador a ter sido campeão das Copas do Mundo de ambos os códigos de rugby, mas a Austrália não deu chances e anulou bem Williams e seus offloads, vencendo por 34-2.

### Retorno ao Rugby Union e passagem pelo Rugby Sevens
Ainda em 2013, Williams confirmou que voltaria a jogar rugby union a partir de 2015, após cumprir nova temporada em 2014 com o Sydney Roosters no rugby league australiano, se dispondo a também participar do rugby sevens nos Jogos Olímpicos de Verão de 2016. Na Copa do Mundo de Rugby Union de 2015, destacou-se pelo alto número de offloads  no mundial que foi considerado "o maior da história". Williams passou a integrar o grupo de vinte jogadores bicampeões do torneio, que até então tinha apenas seis jogadores bicampeões, reforçando a percepção de que a geração da Nova Zelândia era a melhor da história do esporte. O elenco era considerado de melhor nível técnico do mundo, com jogadores bastante qualificados em todas as posições, mas a seleção era questionada por ainda não ter vencido fora de seu território a Copa do Mundo e por ter perdido naquele ano o The Rugby Championship para a rival Austrália.
Williams começou na reserva na estreia, contra a Argentina, que esteve perto de conseguir pela primeira vez vencer os neozelandeses. A entrada de Williams - e seus offloads - mudaram o panorama da partida a favor de seu país, que conseguiu reverter o placar desfavorável e ganhar. Também elevou a intensidade da partida contra Tonga, outra onde começou no banco. Na final, protagonizou belo momento ao presentear sua medalha de campeão a um garoto que invadira o campo.
Após o mundial, passou a dedicar-se à modalidade de sete jogadores do rugby union, formato que o esporte adotou ao retornar aos Jogos Olímpicos de Verão para a edição de 2016. Williams foi considerado bem adaptado, com a seleção não perdendo nenhum torneio desde a chegada dele. Acabou convocado às Olimpíadas assim como sua irmã, Niall Williams, que também competiu no rugby sevens nos Jogos, pela equipe neozelandesa feminina. No Rio de Janeiro, contudo, o astro lesionou-se logo na primeira partida, na surpreendente derrota para o Japão, rompendo o tendão calcâneo e precisando ser cortado. A Nova Zelândia conseguiu de forma complicada a classificação e perdeu nas quartas-de-final sem oferecer maiores dificuldades à seleção de Fiji, considerada a favorita e que acabaria de fato conquistando o ouro. A irmã Niall Williams conseguiu a medalha de prata no torneio feminino.

## Vida pessoal
Williams declara-se bastante próximo de sua família. Ele teria aceitado trocar o rugby league pelo rugby union justamente porque o ótimo acordo financeiro envolvido, que lhe renderia certa pecha de "mercenário", traria comodidade a seus familiares após ele ter crescido de forma economicamente modesta. No início da carreira, ficou envolto em polêmicas com bebedeira e confusões, algo que ele alterou ao mudar-se para a França após a troca de códigos. Williams já tinha amigos muçulmanos na Austrália, como seu mentor no boxe, Anthony Mundine, e abraçou a religião ao tornar-se amigo próximo de um casal de tunisianos em que ele vislumbrava felicidade mesmo tendo de viver com cinco filhos em uma casa de um único quarto. "Eu tinha uma casa grande mas eu passava a maior parte do meu tempo com eles, eles eram tão felizes e contentes. Me tornar um muçulmano me ajudou no interior, eu me tornei uma pessoa tão feliz", declarou.
É grande amigo do abertura da seleção australiana da Copa do Mundo de 2011, Quade Cooper, que nasceu na Nova Zelândia. Williams o teria persuadido a também tornar-se pugilista e tentar carreira no rugby league.